# Хеиан период
Хејан период (平安時代 - период мира) представља последње раздобље класичног Јапана, почевши од 794. па до 1185. године. Период је добио име по главном граду Хејан-кјо, данашњем Кјоту. Управо током овог раздобља јапанске историје јача утицај Будизма, Таоизма и Конфучијанизма. Хејан период је такође познат и по врхунцу моћи јапанског царског двора као и уметности; поготово поезије и књижевности. Иако је наизглед моћ била у рукама царског двора, дефакто праву власт је имао клан Фуџивара; као најутицајнија аристократска породица која се путем бракова својих рођака са наследницима царског престола крвно уплела у политику.
Почетак Хејан периода карактерише премештање престонице из Хејџо-кјо (平城京) - данашњи град Нара у Хејан-кјо (平安京) - данашњи град Кјото под влашћу цара Канму; како би се учврстио дворски ауторитет и побољшао геополитички положај. Овај период такође карактерише појава самурајске класе која ће напослетку надјачати царску власт и започети период феудализма у Јапану.
Цар Канму додатно унапређује административни систем преузет из династије Танг и назива га Рицурјо системом.

## Историја
Хејанском периоду је претходио Нарански период и почео је 794 године након премештања престонице Јапана у Хејан-кјо (Кјото). Цар Канму је првобитно покушао да премести престоницу у Нагаока-кјо, али низ катастрофа је задесио град, што је навело императора да пресели главни град по други пут, у Хејан. У Кини је у последњим годинама 9. века дошло до побуне, због чега је политичка ситуација била нестабилна. Јапанске мисије у Танг Кини су биле суспендоване и прилив кинеског извоза заустављен. Овакво стање је омогућила независни раст јапанске културе Кокуфу бунка. Стогасе Хејанск период сматра једним од врхунаца у јапанској култури коме су се касније генерације увек дивиле. Овај период је такође запажен по успону класе самураја, који ће на крају преузети власт и започети феудални период Јапана.

## Уметност
Уметност у периоду Хеиан (794. – 1185) представља културни процват Јапана. Као један од најмирнијих периода у историји ове изоловане острвске државе, разни облици уметности долазе до иражаја. Кинески утицај слаби, развија се кана и појављује се прва аутотохна јапанска уметност. Самим развитком сопственог писма које је допринело развоју поезије и књижевности, овај период се назива и златним добом јапанске културе и представља последње раздобље класичног Јапана. Током овог дела јапанске историје, утицај будизма, конфуцијанизма, као и таоизма достиже врхунац.

### Архитектура
Из Кине су, поред будизма и конфуцијанизма, преузели организацију владе и план изградње градова. Временом, кинески утицај слаби, а Јапанци стварају свој стил прилагодивши кинески. Изглед грађевина базирао се на природи: замкови, баште и језера су прилагођени природним стаништима. Дизајн је симетричан и представља поштовање људи према природи. Дрво је заменило бронзу, па се од њега праве статуе Буде и лакиране маске.

#### Кондо
Кондо (златна сала) представља салу која се налази на средњем делу манастира, односно храма Мурођи. Састоји се од централног правоуглог дела са ниским олтаром где се налази 5 скулптура Јакушија.

#### Пагода
Пагода представља најстарију грађевину у комплексу храма, још из Нара периода. Направљена обложеним чепресом, нижи спратови су из Хеиан периода.

#### Храмови
Хеиан период представља један од најбитнијих периода развоја јапанске уметности. Поготово архитектуре која је дошла из Кине заједно са будизмом. Један од најважнијих храмова јесте Тодаиђи. У Тодаиђи храму се налазила позлаћено бронзана статуа Даибуцу (Велики Буда), оригинално направљена између 735. и 749. Висине око шеснаест метара Даибуцу је највећа бронзана статуа тог времена са репрезентацијом лика Буде. Данас највећа бронзана статуа Буде у Јапану се налази у Ибараки префектури и висока је сто десет метара.
Тодаиђи је био административно и географско упориште кокубунђи система, као и верско средиште државе. У храмовима су монаси и монахиње свакодневно рецитовали будистичке текстове ради заштите државе. Држава је имала суверену контролу над статусом монаха и монахиња, према казненом кодексу познатом као систем рицурио.

### Сликарство
Кара
Кара-е у јапанској уметности представља декоративно сликарство које произилази из уметности кинеске династије Танг. Углавном је било састављено од имагинарних пејзажа и илустрација кинеских легенди и прича.
Јамато
Домаће јапанско сликарство развијено у Хеиан периоду током 12. века. Делимично изворно у инспирацији, а делом изведено из кинеске уметности.
Представља израчунат декоративни стил у јапанској уметности. Дела из 12. и 13. века показују блиску везу између сликарства и прозе. Свитци Генђи вероватно представљају најстарији пример јамато-е стила. Препознатљиви су по разноликости, хармонији и богатству њихових боја – карактеристика која је типична за сликарство касног Хеиан периода.

## Веровања
Будизам се у овој ери широко ширио у Јапану. Иако је религија уведена раније, школе Тендаи и Шингон су се у овом периоду обликовале и удружиле са домаћом религијом шинтоизма ради стварања нових религијских веровања.

### Прорицање и егзорцизам
Имајуђи велики утицај на Јапан у то доба, Кина је потстакла и/или ојачала неке идеје. Можда најупечатљивији пример моћи кинеске мисли над јапанским умовима је готово универзално веровање владајуће класе у Јин и Јанг космологију. Јако мало ствари би могли предузети племићи Фујивара у свом јавном или приватном животу без саветовања с пророчицама - пресудама астролога или геоманцера или некромансера или других практичара науке прорицања и пророчанства. Куђо-ден „Упозорења“ дају илуминирајуће примере правила која су пратила свакодневно понашање племића из десетог века. Мора да следи одређене поступке и бира погодна времена за све своје активности, од свог личног тоалета до највиших државних послова. Морали су да организују своје ангажмане тако да никада не крену ка одредишту неупадљивом рутом или да предузме важан задатак неугодног дана.
Овај последњи захтев правила прорицања је толико чест да је готово уобичајена појава у литератури тог доба. У Причи о Генђију стално наилазимо на геомантичке или астролошке услове којима је херојева слобода кретања ограничена или које он поздравља као изговор за избор или избегавање одређеног правца у његовим ноћним лутањима. Једном приликом када је размишљао да се врати из дворца своје жене у палату, речено му је да би због положаја Сатурна то било непожељно јер би донело несећу. Стога је кренуо у другом правцу, до куће једног свог апартмана, знајући да би његова жена могла посумњати да користи звезде као изговор за то да је напусти.
Свакодневни живот Хеиан мушкараца и жена у средњим и вишим класама управљао је таквим питањима до задивљујуће мере. Нарочито у касном хејанском друштву, веровање у зле утицаје и порив да се умилостиве или спрече били су без сумње извор тешкобе која је, чини се, карактеристична за епохе.
Углавном мере предострожности које човјек мора подузети против несреће описане су као „моноими“, што отприлике значи избегавање или уздржавање. Један врло једноставан облик суздржавања био је остати код куће, не обављати дужности, не виђати госте, не улазити у расправе. Ова метода држања подаље од лоших утицаја била је довољно рационална у светлу космологије времена; и имала је додатну предност јер је запосленим државницима или уморним волонтерима пружала неодољив изговор за самоћу.
Проблематичније од пуког повлачења у самоћу било је избегавање погрешног смера од стране оних који нису могли да остану безбедни у својој спаваћој соби, јер су били  у обавези да шетају или се возе у иностранство. Овде су почела да делују различита озбиљна разматрања, под називом „кататагае“, што би се могло превести као "промена смера." Било је потребно у одређеним тренуцима предузети мере предострожности против невоља које би могле произаћи из преласка пута одређених богова или духова чија су кретања била редовна, па су их професори астрологије или сличних наука тачно предвиђали. Тако се бог Хитохимегури кретао у једном од осам праваца сваког дана, и била је несрећа да се мушкарац или жена крећу у том правцу тога дана и тако да омета редовно кретање тог божанства.
Било је и других божанстава која су остала током различитих периода на различитим тачкама компаса, и то је такође требало пажљиво избегавати. Можда најопаснија од свих ових сила била је она коју је требало чувати једног дана у сваких шездесет година, наиме Дан мајмуна у циклусу рођења. То би се могло учинити само ако се остане будним целу ноћ и не борави се код куће, то јест ако не  се иде ни у једном смеру и остане се на „неутралном“ месту.
Избор времена за церемоније, чак и оне једноставне, био је ствар од велике важности, која је захтевала пажљиво саветовање са стручњацима. Државни министар Накацукаса укључио је специјално одељење, Омјо-рјо или Биро Јин и Јанга, са одабраним особљем мајстора и лекара прорицања и астрологије. Они су биле у служби Суда, док се обичан грађанин могао упутити према приватним практичарима приликом планирања путовања или других одлука попут венчања. Едикти из раних дана скрећу пажњу на постојање људи који обмањују обичне људе својим тврдњама о магичној моћи.
Била је веома уобичајена пракса позивања егзорциста да лече болест. То су углавном, иако не нужно, будистички монаси тантричке секте, а егзорцизам је обично попримао религијски облик. Али то је припадало традицији магије и чаробњаштва која сеже у далеку прошлост, много пре него што је утицај будизма дотакао Јапан, а ако је кинески, то је нагомилавање елемената касније континенталног порекла. Основа култа је аутохтона, или би можда било тачније рећи шаманистички; и узима у складу са околностима конфуцијанског или будистичког или шинтоистичког облика. Али то је веома древно и дубоко укорењено, јер нам најранији кинески извештаји о животу у Јапану говоре о чаробним моћима краљице Ва-а, која је била велика чаробница.
Међу хејанским аристократима веома се држало веровање да болест изазивају зли духови и за њих је било уобичајено, осим ако нису били строги конфуцијанци, да прибегавају наговорима и молитвама или чак да се дуго повуку када би рецитовали свете текстове у нади да ће излечити болест или на неки други начин промовисати сопствено благостање. Постоји врло занимљив приказ навика племића из Фуђиваре, једног Санесукеа, министра деснице, којег је Мурасаки Шикибу у свом Дневнику хвалила као „необичним“. У својој бележници описује како је, осећајући се лоше у телу и узнемиреном уму, сазвао као егзорцисте неколико ађарија (име настало по санскртском ацарја, светом човеку) да се моле ноћас поред кревета. Постио је, а сутрадан су се ађари поново молили покрај кревета. Након неколико дана лечења, осећао се боље и консултовао је врача. Речено му је да је његова болест настала због гладног духа који се мора примирити. То је учинио егзорцизам, а сутрадан су гонгови и бубњеви у стотинама манастира или светилиштима тукли два путујућа монаха, од којих је сваки посетио педесет установа. Другом приликом Санесуке, узнемирен лошим сновима, плаћао је деци да током десет дана свакодневно туку гонгове у десет манастира, укупно стотину манастира.
Иако се чини да ове праксе имају снажан будистички утицај и да су у тој мери последица кинеског утицаја који је будизам довео у Јапан, припадају мешавини веровања из више извора. Мит о Боговима, као што је повезано у националним хроникама, открива трагове снажног веровања да би одређена божанства и духови мртвих могли да проклињу живе људе; и постоје записи о великим ритуалима егзорцизма који су осмишљени како би се ослободила заједница од штеточина или неког другог облика катастрофе. Идеја о запоседању  од стране осветољубивог духа, која је била веома распрострањена у доба Хеиан периоду, изгледа да је проширена локално; али свакако кинеско учење и кинески пример нису учинили ништа да умањи или промени ту идеју. Уместо тога, чини се, да је моћан апарат сложенијих облика магије доведен да појача једноставне идеје ранијих времена. Тако су се с времена на време одржавале велике будистичке масе како би се смирили увређени духови за које се сматрало да изазивају катастрофе.
Врачи и егзорцисти који су практиковали Јин и Јанг, као и будистички ађари, су тврдили да ће излечити болесне умове и тела изгонивши зле духове. Њихов метод је био да користе посебне формуле и да пацијента попрскају хладном водом. Формуле су преузете из Књиге промена, тако да овде имамо врло јасан пример кинеског утицаја на древни аутохтони култ. 

### Пагански култ
Један од најзанимљивијих аспеката религиозне историје Јапана је однос који је настао између будизма и древног култа, обожавања богова старог Јапана. Нису пронађене озбиљније потешкоће у постизању компромиса, чак и лабаве савез, између ове две тако различите вере, једне велике, сјајне, свеобухватне, друге једноставне поганске вероисповести проналазећи израз у помало строгом ритуалу.
Будизам је имао много палата, а његова величина и гостопримство олакшали су смештај целом шинто-пантеону без икакве предаје доктрине. Било је кратког периода непријатељства када је будизам први пут представљен Јапану, али је то био политички, а не религиозни карактер, и пре дугог времена, домородна божанства су почела да се препознају као манифестације Буде и Бодисатви. Шинто храмови су често били стављени под оптужбу будистичких монаха, а будистички амблеми често су долазили до шинтолошких округа. Овде није било сукоба, пошто Шинто није имао свете слике, а његов је апарат најједноставније врсте. Сходно томе, није пружао отпор будизму, нити се будизму чинио као препрека.
Пошто је будизам био велика сила, материјална и духовна, лако се може преписати заслуге за опстанак једноставних шинтоистичких идеја и институција. Али било би једнако тачно рећи да будизам у јапанским рукама није нашао на велике потешкоће у постизању разумевања са шинтоизмом, јер је јапанска мисао у верским стварима била склона компромису. Јапански верски лидери обично су тражили тачке слагања, а не неслагање. Ово се може сматрати изразом равнодушности уместо толеранције; и чини се да је тачно да по правилу религиозна питања у јапанским умовима не изазивају горки антагонизам. Али жеља да се пронађе заједничка основа, склоност да се различити погледи посматрају као различити аспекти једне истине, позитивна је карактеристика која се не може одбацити као пуки недостатак интереса.
Без обзира на разлоге, чињенице су да је Шинто као институција показао изванредне моћи самоодржања. Није се активно одупирао будизму, али пасивно се придржавајући свог карактера, избегао је да буде преплављен или потопљен огромном тежином будизма. Заправо, на неки начин Шинто је увео промене, не баш велике промене, али ипак значајне, за будизам какав се развијао у јапанском окружењу. Не може бити сумње да су будисти усвојили одређене предрасуде шинтоистичког веровања, посебно у стварима попут обожавања предака, што је био толико важан део шинтоа да је јапански будизам био присиљен да то осигура.
Почевши од признања да су домаћи богови „заштитници“ будизма, постигнуто је прилично потпуно разумевање између будизма и шинтоизма. Процес је трајао неколико векова док је Шинто у националном животу задржао поприличну територију. Упркос утицају будизма, то је још увек била државна религија. Традиционални обреди редовно су се вршили на двору, док су у великим светилиштима Исе и Камо служиле принцезе Вестал. Регенти Фуђивара, иако готово фанатични у својим будистичким преданостима, нису занемарили породичне храмове Касуга, Јошида и Охарано, док су фестивали Камо, Ивашимизу и других водећих шинтоистичких места славили са великим сјајем.
Било би погрешно претпоставити да је шинтоистичка религија заправо расла и цветала током Хеиан периода, јер је имала успоне и падове и морала је да направи неке велике уступке будизму. Дошло је до пада вере међу софистициранијим члановима урбаног друштва, јер су знање о кинеској филозофији и пракси Јин и Јанга претило је замени старијих веровања. Гувернери провинција понекад су оптуживани за занемаривање одговарајућих обреда, а дворјани су средином века користили изговоре за одсуство са шинто церемонија.
Степен сарадње између будистичког и шинтоистичког свештенства приказан је у пракси слања будистичких монаха, у време несреће, да рецитују одломке из будистичких светих списа у великим шинтолошким светиштима у близини главног града. Али упркос овим знаковима слабости, шинто као институција, иако је у неким стварима имитирао будизам, није избледeо; и када је, много касније у историји Јапана, институционални будизам изгубио на популарности, Шинто је био у стању да се поново потврди и да добије подршку моћних политичких лидера. С времена на време служио је као ауторитет, конзервативна сила супротстављена узнемиравању страних идеја.
Чак и када је моћ будизма у Јапану била на врхунцу, земља би се у било које доба националне опасности обраћала националним боговима; и иако су се у нелагодна времена мања божанства и њихове светиње могле занемарити, обожавање Богиње Сунца никада није промакло. Њено светиште код Исе било је најсветије место у земљи. Била је неприкосновена и њени су се простори помно чували од будистичког утицаја.
Шинто као институција није могао да се супротстави богатству и снази будизма, нити може да одговара дубини и домету будистичке мисли. Сама једноставност шинтолошких поштовања и веровања била је таква да се није појавио као ривал будизму, док будизам са своје стране није имао потешкоћа у прихватању шинтоистичких божанстава у свој пантеон. Ове две карактеристике комбиноване су да би заштитиле аутохтону религију од било каквог покушаја контроле или сузбијања који би у противном могли бити учињени. Будизам је био велик и толерантан; Шинтизму је то одговарало све док је могао да сачува свој идентитет и своју функцију државне религије у церемониске сврхе. Религије су живеле једна уз другу, по мало се прилагођавајући једна другој.
Што се тиче општег става будизма према другим религијама, треба имати на уму да најранији будистички текстови признају постојање хиндуистичких Дева и сматрају их вредним части, јер су заштитници верника. У том ставу према традиционалним веровањима у Јапану постојала је мудрост, колико год слабашан шинто могао бити као институција, паганско осећање на коме је утемељен је древно, дубоко укорењено и непопустљиво. То није било нешто што је додало јапанском животу, то је и сам живот. То није била толико артикулирана вера колико израз дубоких осећања према човеку и друштву које деле сви припадници нације. Таква осећања су укључивала љубав према својој земљи и осећај континуитета, изражен у поштовању према прецима и снажној породичној наклоности, заједно са обожавањем снага природе.